# Pont des Bataillons FFI
Le pont des Bataillons FFI est un pont de Nantes en France, situé dans le quartier Nantes Sud. Construit en 1969, c'est le dernier ouvrage d'art qui permet de franchir la Sèvre Nantaise avant que celle-ci rejoigne son point de confluence avec la Loire.
Il double le pont de Pont-Rousseau situé à proximité, en amont, afin d'absorber le flux de circulation vers la route de Pornic et celle de Paimbœuf (RD 723), les deux ouvrages se partageant ainsi chacun un sens de circulation : le pont des Bataillons FFI recevant les voies de venant de Nantes à destination de Rezé dont les limites communales voisinent l'extrémité Ouest des deux ponts. Cet ouvrage, comme le pont de Pont-Rousseau, relie la rue Dos-d'Âne venant de la place Pirmil sur la rive droite, à la place Général-Sarrail sur la rive gauche, via la rue des Bataillons-FFI.
Initialement appelé « pont de la Sèvre », il a été rebaptisé à la suite de la délibération du conseil municipal du 23 mars 1981, en l'honneur des Bataillons des Forces françaises de l'intérieur (FFI) qui, notamment, prirent une part active à la libération de Nantes à la fin de la Seconde Guerre mondiale.